# Heterakis spumosa
Heterakis spumosa är en rundmaskart som beskrevs av Schneider 1866. Heterakis spumosa ingår i släktet Heterakis och familjen Heterakidae. Inga underarter finns listade i Catalogue of Life.